# AEG D.I
O AEG D.I foi um caça da Primeira Guerra Mundial. Três protótipos foram encomendados, mas depois que os dois primeiros se envolveram em acidentes sérios, um causou a morte do ás da aviação Walter Höhndorf em 5 de setembro de 1917, os desenvolvimentos foram cancelados. Uma versão triplana foi construída como Dr.I. O segundo e o terceiro protótipo diferenciavam pouco em relação ao primeiro exceto em detalhes.